# David Polonsky
David Polonsky (în ebraică דוד פולונסקי, n. 1973, Kiev, RSS Ucraineană, URSS) este un ilustrator israelian, născut în Uniunea Sovietică.

## Biografie
S-a născut în orașul Kiev din URSS (azi în Ucraina) în 1973. În 1981 a emigrat în Israel și a crescut la Haifa. În tinerețe a studiat desenul cu un profesor la Givatayim. Între anii 2004-2008 a studiat designul artistic la Academia de Arte și Design „Bezalel”. 
Ilustrațiile lui Polonsky sunt realizate în mai multe tehnici. Multe dintre ele combină desenul manual cu prelucrarea digitală. A ilustrat numeroase cărți pentru copii precum Aleh și Alona (HarperCollins, 2004), Noapte fără lună (HarperCollins, 2006), seria Biblia în versuri, I-am dat o floare lui Nurit (Dvir, Kinneret Zmora-Bitan, 2005) și Tinkertank (Keter, 2012). De asemenea, Polonsky a fost membru al grupului de artiști realizatori de benzi desenate Actus Tragicus.
Ca animator și designer a creat animație pentru emisiuni de televiziune, cum ar fi Hartzufim (Telad, 2004), Hedgehogs (Canalul 10, 2010) etc. A realizat ilustrația artistică a filmelor Vals cu Bashir (2008), pentru care a câștigat Premiul Ophir, și Congresul de futurologie (2012).
Ilustrațiile lui Polonsky au fost incluse în filmul Coloniștii al cineastului Shimon Dotan, care a fost lansat în 2016.
În 2017, la 70 de ani după prima publicare a Jurnalului Annei Frank, Polonsky a realizat împreună cu regizorul Ari Folman o adaptare a jurnalului într-un roman grafic.
În prezent locuiește și lucrează în Tel Aviv-Jaffa.

## Activitate didactică
- 1999-2004 - cursuri de ilustrare, Colegiul de design, Tel Aviv-Jaffa
- din 2004 - cursuri de ilustrare și animație, Liceul Tehnico-Artistic Shankar, Ramat Gan
- din 2004 - cursuri de ilustrare, Departamentul de Comunicare Vizuală, Academia de Arte și Design „Bezalel”, Ierusalim

## Premii
- 2004 Premiul Ben-Yitzhak al Muzeului Israel pentru ilustrarea cărților pentru copii, Muzeul Israel, Ierusalim
- 2008 Premiul de Excelență al Academiei de Artă și Design Bezalel din Ierusalim
- 2008 Premiul Ben-Yitzhak al Muzeului Israel pentru ilustrarea cărților pentru copii, Muzeul Israel, Ierusalim
- 2008 Premiul Ophir al Academiei Israeliene de Film și Televiziune pentru regie artistică
- 2008 Premiul pentru decoruri, Cinema Eye Honors, New York, Statele Unite ale Americii
- 2012 Premiul Andersen pentru ilustrarea cărților pentru copii, International Board on Books for Young People (IBBY), Basel, Elveția.

## Galerie

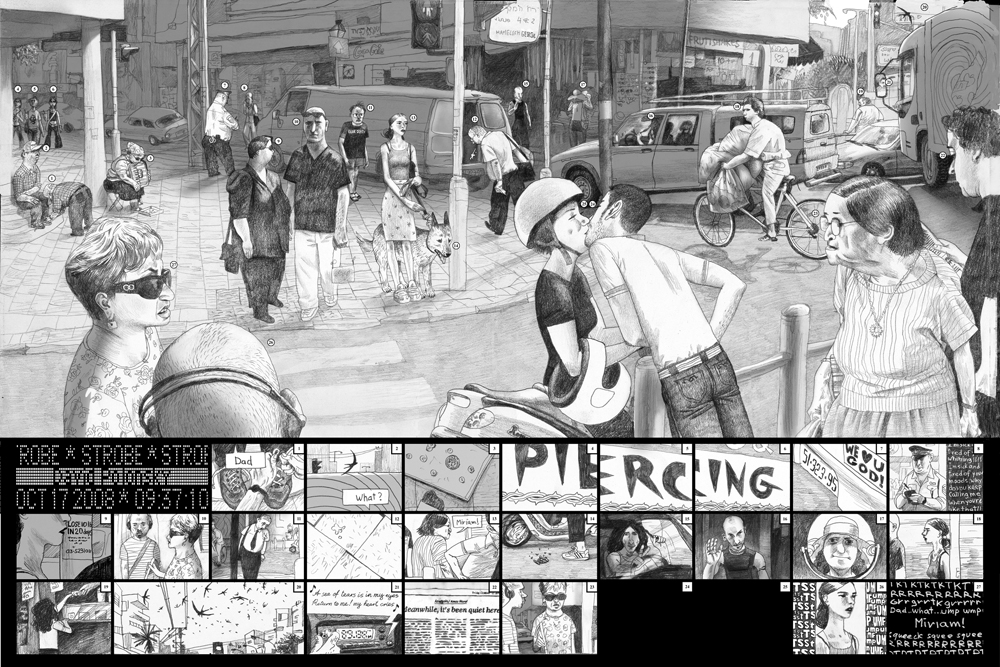
Dead Herring, ‏2004 (Actus Tragicus)
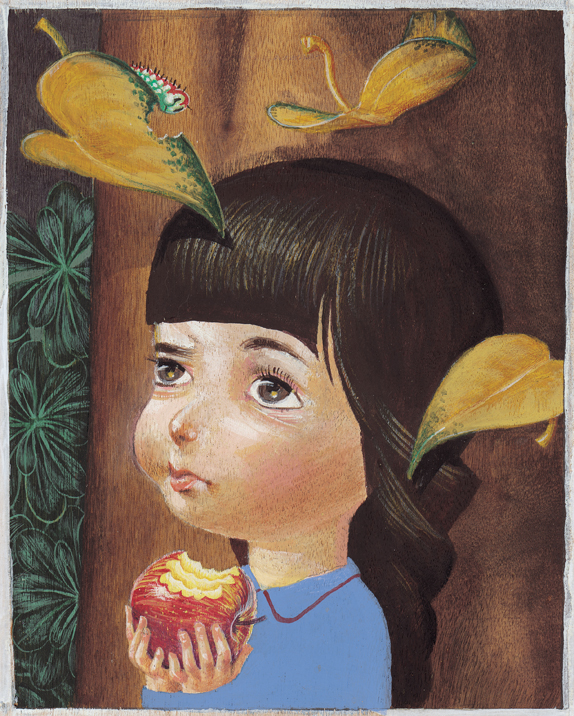
Aleh și Alona, 2004
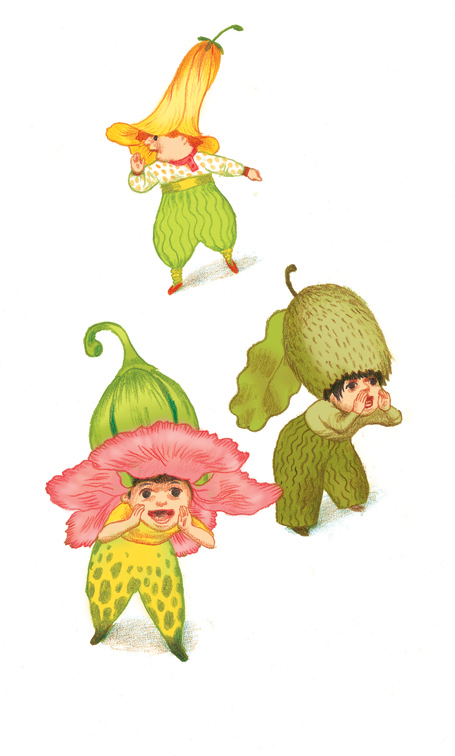
I-am dat o floare lui Nurit, 2005
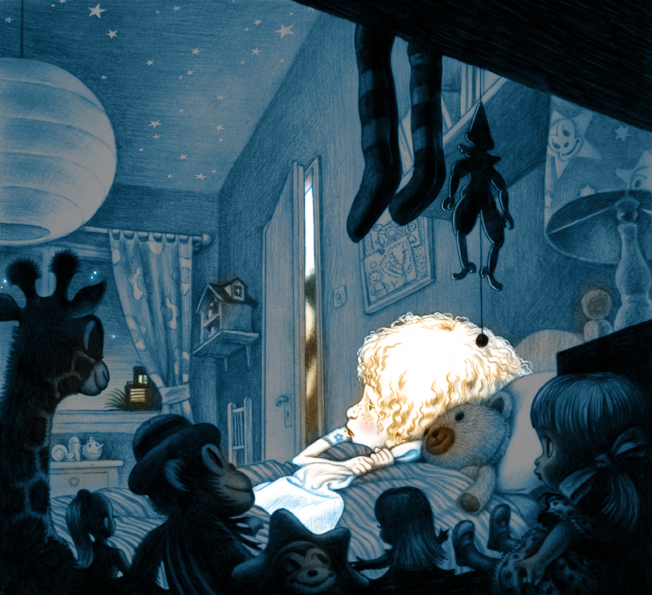
Noapte fără lună, 2006
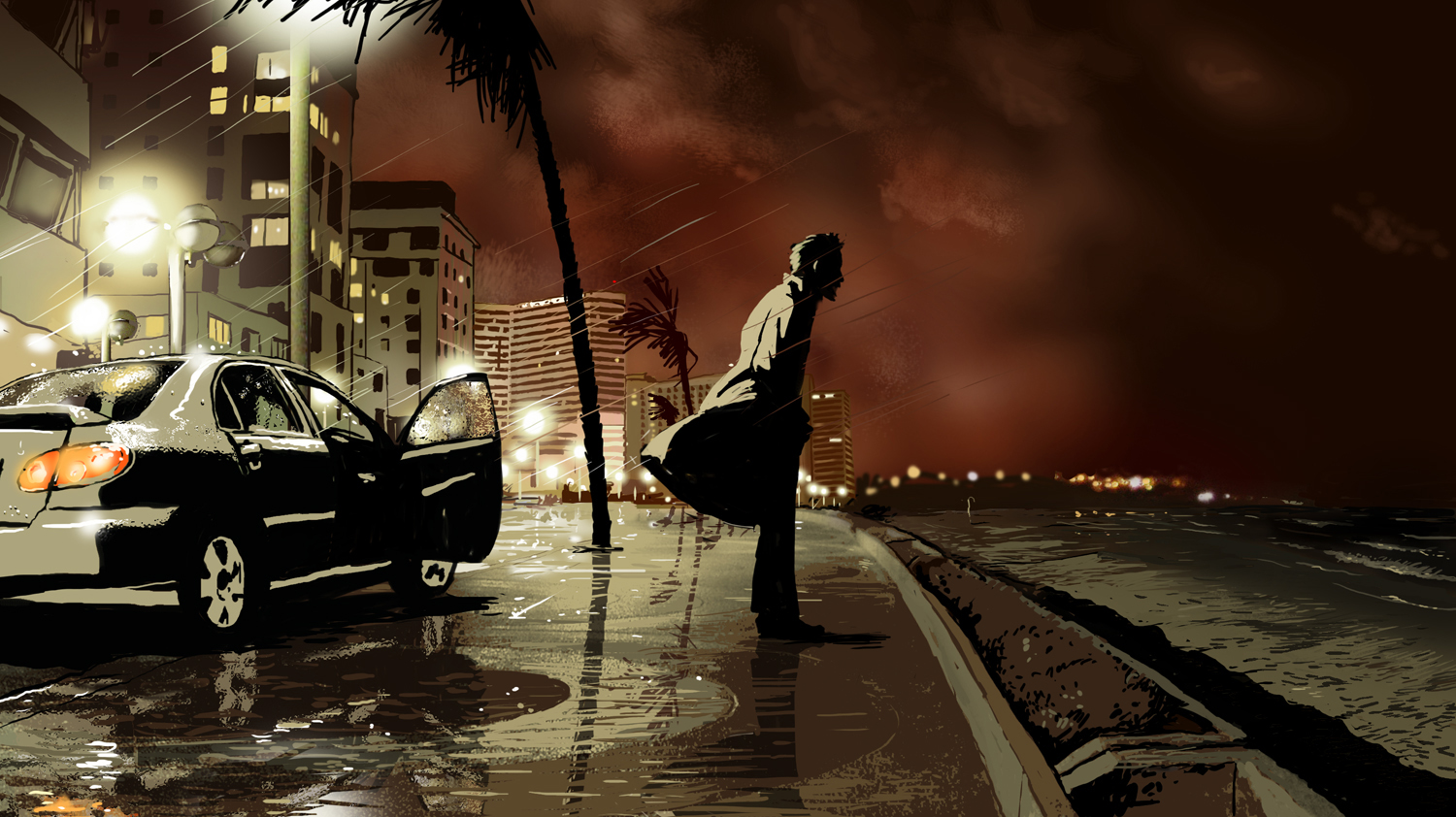
Vals cu Bashir, 2008
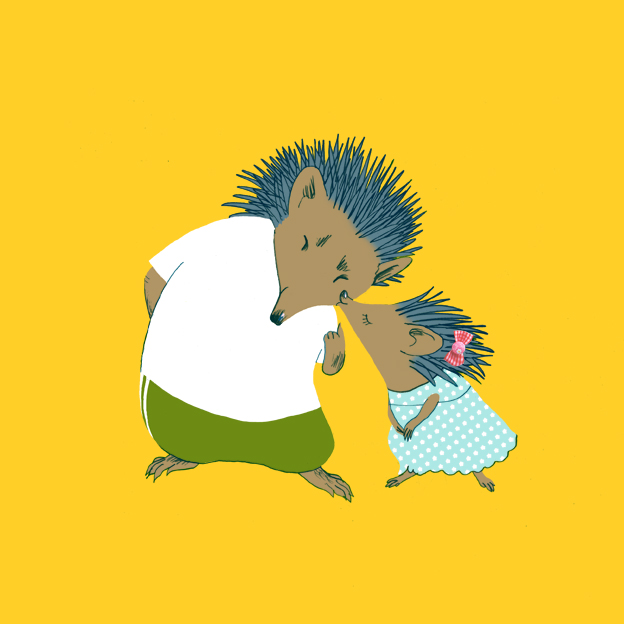
A șaisprezecea oaie, 2010
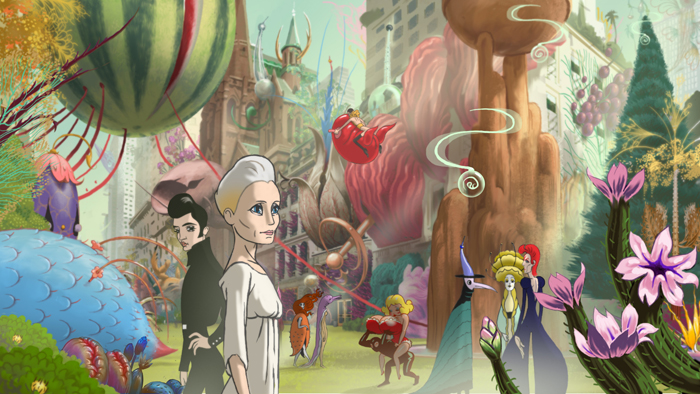
Congresul de futurologie, 2012
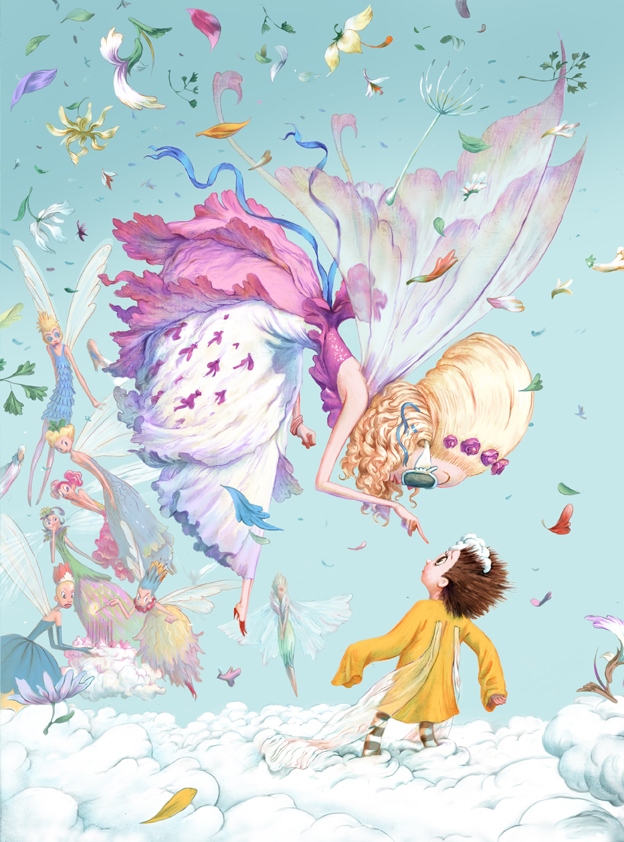
Tinkertank, 2012

## Legături externe
- Situl oficial al lui David Polonsky (limba engleză)